# Rouge 15 Anos
Rouge 15 Anos fue una gira del grupo de chicas brasileño Rouge, formado en la realidad televisiva Popstars, que se muestra en el canal brasileño SBT. Marca el regreso definitivo del grupo con su formación original después de la gira promocional Chá Rouge, además de celebrar los 15 años del grupo. La gira comenzó el 27 de enero de 2018 en Fortaleza, Ceará, y terminó el 11 de agosto de 2018, en Recife.

## Anuncio
El 22 de noviembre de 2017, se anunció en el Blog Repórter Entre Linhas del periódico Ceará O Povo que Rouge actuaría en Fortaleza en 2018, poco después se anunció la fecha del espectáculo para el 27 de enero de 2018.  El 5 de diciembre, el espectáculo se anunció oficialmente y se celebró en el Centro de Eventos de Ceará, además de revelar el precio del boleto y la fecha de inicio de las ventas. Poco después del anuncio del espectáculo en Fortaleza, el 7 de diciembre, Rouge anunció un espectáculo en otras tres capitales brasileñas, Florianópolis, Curitiba y Porto Alegre: en Florianópolis, el grupo actuó en el Stage Music Park, el 9 de febrero. , el viernes de Carnaval; en Curitiba, el grupo actuará en Live Curitiba, el 9 de marzo; y en Porto Alegre actuarán el 10 de marzo, en Pepsi On Stage. El 8 de diciembre, la banda confirmó en su perfil oficial de Facebook que iba a ser una de las atracciones del Camarote Tribus en el Carnaval de Salvador, pero el espectáculo fue cancelado debido a problemas contractuales. El 9 de diciembre, el grupo anunció el espectáculo en la ciudad de Brasilia, que se celebró el 24 de marzo en Net Live Brasilia. El 19 de diciembre, el grupo confirmó un concierto en Manaus, el 13 de abril, y en Belém, el 14 de abril.

## Sinopsis

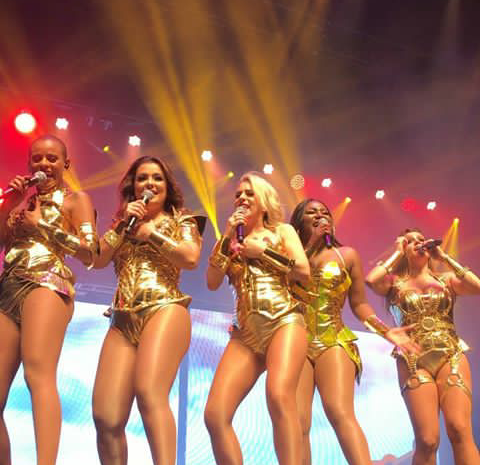
Rouge durante la gira.

El espectáculo comienza con una apertura donde los 5 cantantes aparecen "proyectados en blanco y negro en las grandes pantallas LED del escenario anunciando la 'nueva era de Rouge', con un texto que exalta la inclusión y la diversidad". Después del video, Aline, Fantine, Karin, Li y Luciana aparecen como cinco guerreros con un traje dorado (inspirado en la armadura sagrada de Los Caballeros del Zodiaco), cantando la canción "Blá Blá Blá". El grupo continúa con el disfraz durante la mitad del espectáculo, pasando por varios éxitos como "Não Dá pra Resistir", "Beijo Molhado", "Um Anjo Veio Me Falar", entre otros. El grupo también incluyó un popurrí con canciones que no fueron presentadas en "Chá Rouge", como "1000 Secretos", "Soy lo que soy", "Pá Pá Lá Lá" y "After Everything Has Changed" (que sirvió como interludio en "Chá Rouge"). En el segundo acto de la gira, los cantantes usaron "piezas que aluden a personajes del cuento de hadas Alicia en el país de las maravillas" (siendo reemplazado por un cuerpo rojo usado en el video de "Bailando" del programa en Florianópolis, el 9 de febrero de 2018), además de usar muestras de éxitos internacionales como "Baby Boy" de Beyoncé en "Vem Habib (Wala Wala)", "Wanna Be Startin 'Somethin'" de Michael Jackson en "Vem Dançar" y "Uptown Funk by Mark Ronson y Bruno Mars en "Popstar".

## Recepción
Cloves Teodorico del sitio web Jornal do Commercio elogió la gira y su "mega estructura", además de la lista de canciones, que según él, "este conjunto de factores, sumados a la música y la energía de los fanáticos, forman un verdadero espectáculo de más de 90 minutos que llenan los ojos y el corazón, llenos de mensajes de empoderamiento, igualdad y fraternidad durante toda la actuación. El espectáculo Rouge 15 Anos, además de marcar el regreso de la banda de chicas al camino, vuelve a conectar el sentimiento de unión que proporcionaron con las canciones e incluso permanece vivo dentro de cada fanático del quinteto ".

## Repertorio
1. "Blá Blá Blá"
2. "Bailando"
3. "Quero Estar Com Você"
4. "Fantasma"
5. "Eu Quero Acreditar"
6. "Não Dá Pra Resistir"
7. "Beijo Molhado"
8. Medley: "1.000 Segredos" / "Sou o Que Sou"  / "Pá Pá Lá Lá" / "Depois Que Tudo Mudou"
9. "Cidade Triste"
10. "Um Anjo Veio Me Falar"
11. "Sem Você"
12. "Me Faz Feliz"
13. "C'est La Vie"
14. "Quando Chega a Noite"
15. "Vem Habib"
16. "Vem Cair na Zueira"
17. "Vem Dançar"
18. "Tudo Outra Vez"
19. "Nunca Deixe de Sonhar"
20. "Hoje Eu Sei"
21. "Olha Só"
22. "O Que o Amor Me Faz"
23. "Brilha La Luna"
24. "Ragatanga"
25. "Bailando"
26. "Tudo é Rouge"

## Fechas de la gira
| Fecha                  | Ciudad                | Estado            | Padres | Sitio                               |
| ---------------------- | --------------------- | ----------------- | ------ | ----------------------------------- |
| América del Sur        |                       |                   |        |                                     |
| 27 de enero de 2018    | Fortaleza             | Ceará             | Brasil | Centro de Eventos do Ceará          |
| 2 de fevereiro de 2018 | Belo Horizonte        | Minas Gerais      | Brasil | Km de Vantagens Hall                |
| 9 de fevereiro de 2018 | Florianópolis         | Santa Catarina    | Brasil | Stage Music Park                    |
| 9 de março de 2018     | Curitiba              | Paraná            | Brasil | Live Curitiba                       |
| 10 de março de 2018    | Porto Alegre          | Rio Grande do Sul | Brasil | Pepsi on Stage                      |
| 18 de março de 2018    | Vinhedo               | São Paulo         | Brasil | Hopi Hari                           |
| 24 de março de 2018    | Brasília              | Distrito Federal  | Brasil | NET Live Brasília                   |
| 7 de abril de 2018     | Vila Velha            | Espirito Santo    | Brasil | Área de Eventos Shopping Vila Velha |
| 13 de abril de 2018    | Manaus                | Amazonas          | Brasil | Arena da Amazônia                   |
| 14 de abril de 2018    | Belém                 | Pará              | Brasil | Hangar Centro de Convenções         |
| 4 de maio de 2018      | Rio de Janeiro        | Río de Janeiro    | Brasil | Marina da Glória                    |
| 20 de maio de 2018     | São Paulo             | Sáo Paulo         | Brasil | Vale do Anhangabaú                  |
| 3 de junho de 2018     | Salvador              | Bahia             | Brasil | Vila Eco Bahia — Alto do Andu       |
| 22 de junho de 2018    | Campinas              | São Paulo         | Brasil | Prime Hall                          |
| 23 de junho de 2018    | São José do Rio Preto | São Paulo         | Brasil | Centro Regional de Eventos          |
| 29 de junho de 2018    | Santo André           | São Paulo         | Brasil | Clube Aramaçan                      |
| 30 de junho de 2018    | Santos                | São Paulo         | Brasil | Capital Disco                       |
| 21 de julho de 2018    | São Paulo             | São Paulo         | Brasil | Espaço das Américas                 |
| 4 de agosto de 2018    | Sorocaba              | São Paulo         | Brasil | Clube Recreativo Campestre          |
| 11 de agosto de 2018   | Recife                | Pernambuco        | Brasil | Clube Português                     |

### Presentaciones canceladas
| Data                    | Cidade              | Estado         | Local              | Nota                       |
| ----------------------- | ------------------- | -------------- | ------------------ | -------------------------- |
| 10 de fevereiro de 2018 | Joinville           | Santa Catarina | Yelo Stage         | Incumplimiento de contrato |
| 13 de fevereiro de 2018 | Salvador            | Bahia          | Camarote Tribus    | Incumplimiento de contrato |
| 9 de junho de 2018      | São José dos Campos | São Paulo      | Palácio Sunset     | Incumplimiento de contrato |
| 13 de julho de 2018     | Goiânia             | Goias          | Atlanta Music Hall | Incumplimiento de contrato |